# Park stanowy F.D. Roosevelta
Park stanowy F.D. Roosevelta (ang. F. D. Roosevelt State Park) – park stanowy w amerykańskim stanie Georgia. Leży około 120 km na południe od miasta Atlanta na terenie hrabstwa Harris. Jest największym parkiem stanowym w Georgii, leży w pobliżu miejscowości Pine Mountain oraz Warm Springs. Nazwa parku została na cześć prezydenta USA Franklina D. Roosevelta, który mieszkając nieopodal w Little White House leczył w okolicy paraplegię spowodowaną rozpoznaną u niego chorobą Heinego-Medina. Park został zbudowany przez paramilitarny Cywilny Korpus Konserwacji (Civilian Conservation Corps) utworzony w ramach pomocy społecznej w okresie wielkiego kryzysu.

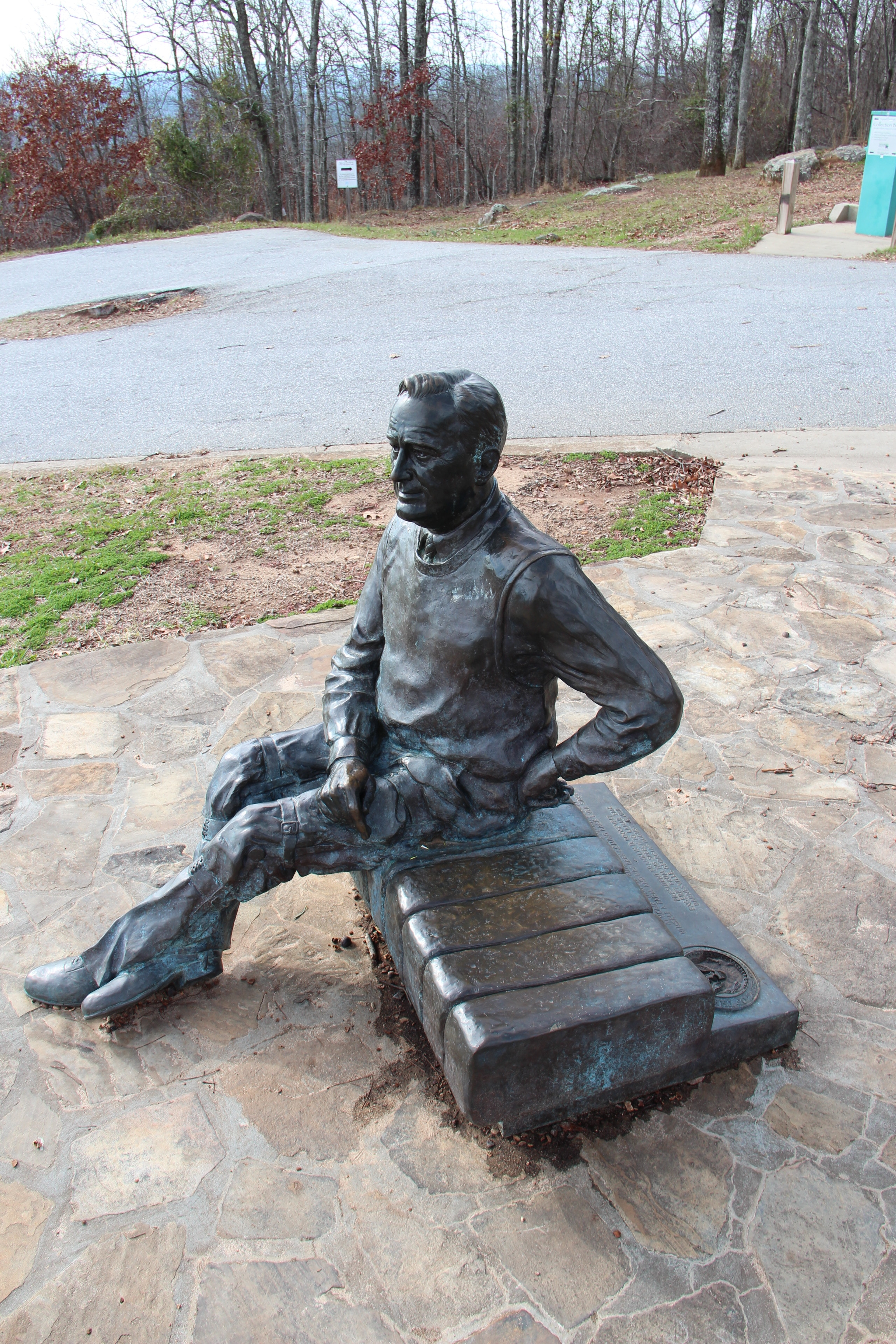
Pomnik F.D. Roosevelta.
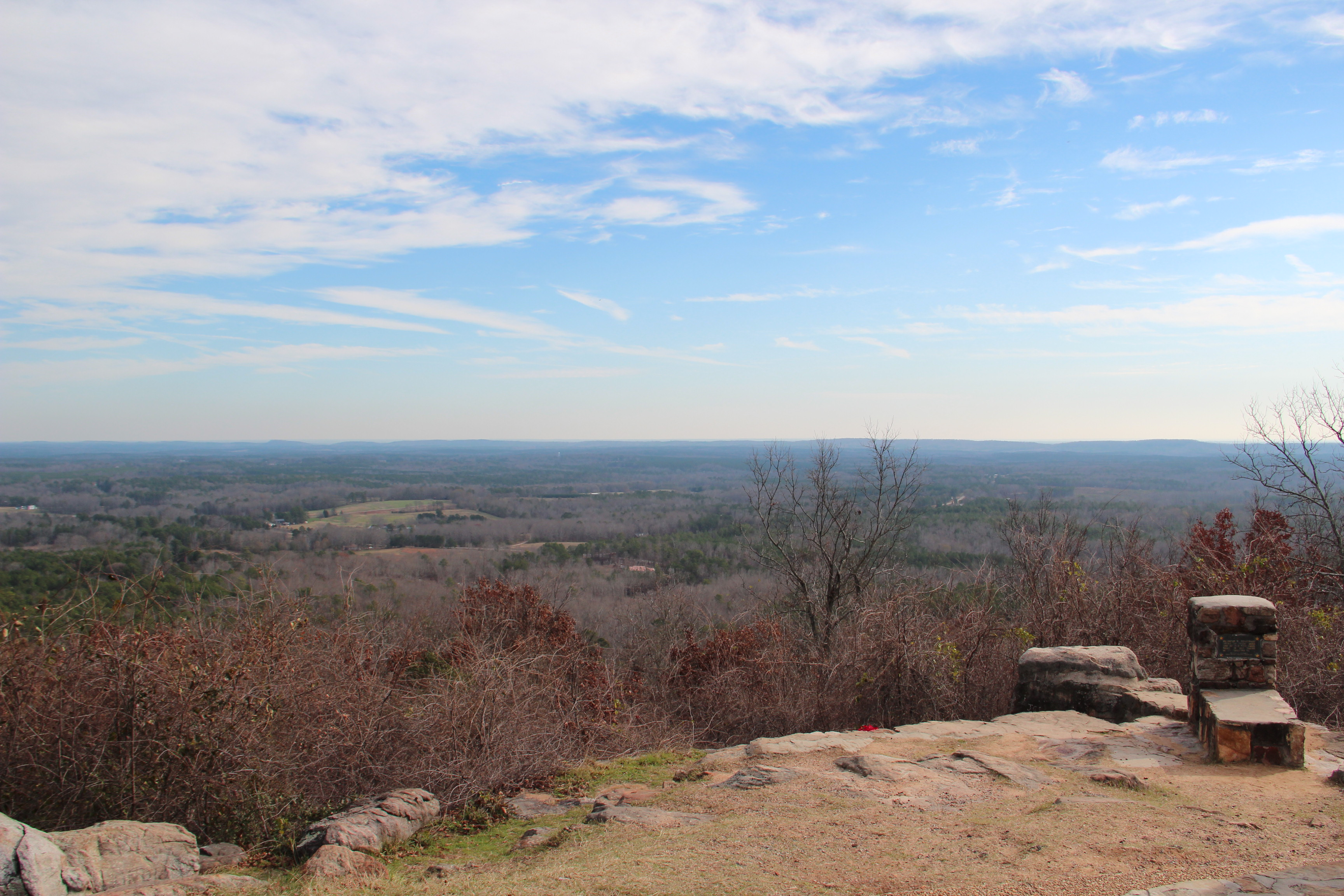
Teren parku z punktu widokowego Dowdell’s Knob
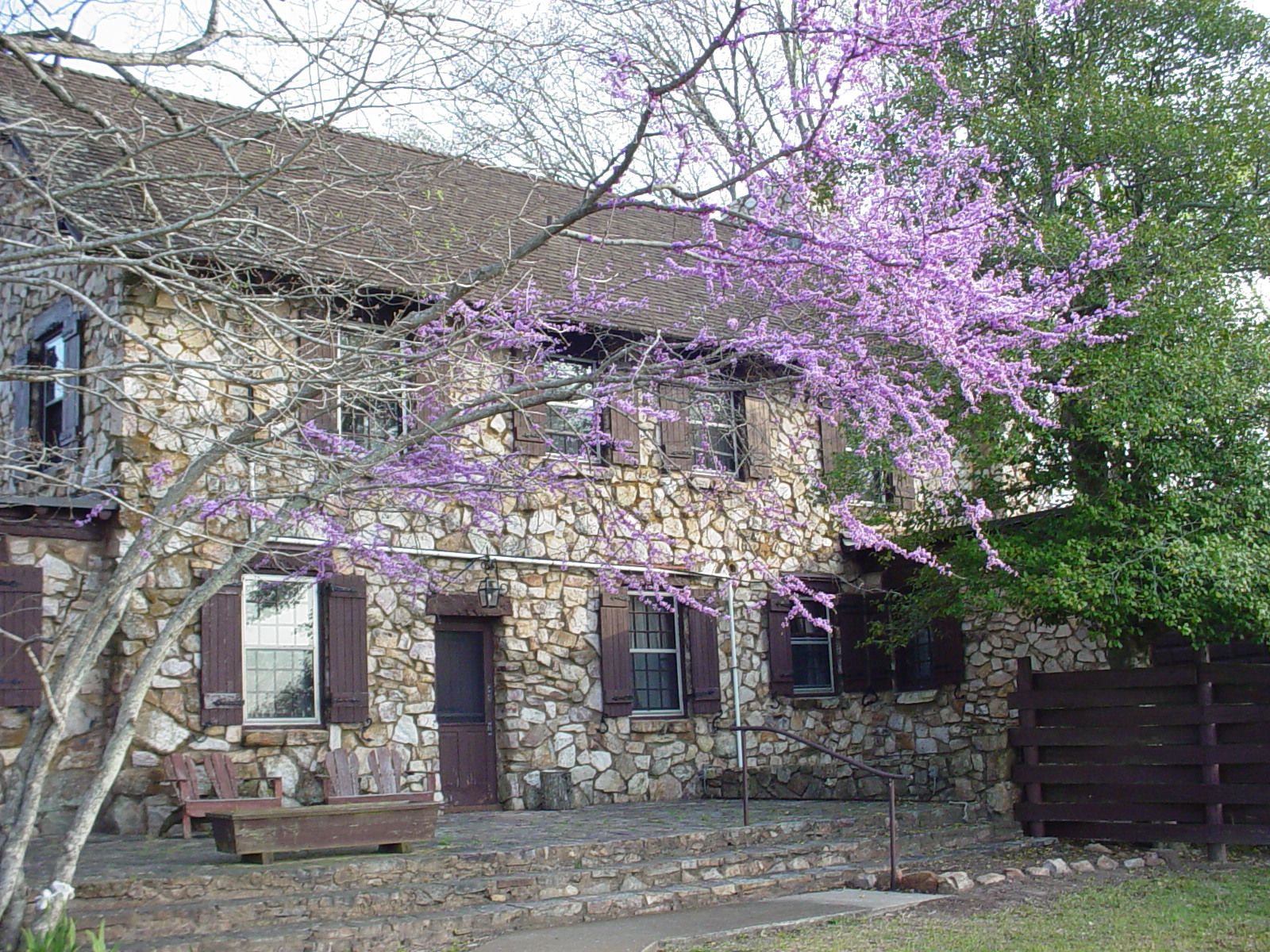
Schronisko Pine Mountain